# Voie sud-africaine
 (octobre 2013).
Si vous disposez d'ouvrages ou d'articles de référence ou si vous connaissez des sites web de qualité traitant du thème abordé ici, merci de compléter l'article en donnant les références utiles à sa vérifiabilité et en les liant à la section « Notes et références ».
La voie sud-africaine, écartement sud-africain ou écartement du Cap est une norme d' écartement de voies de chemin de fer de 1 067 mm.

## Histoire
La première ligne, avec cet écartement de 3 pieds 6 pouces, a été ouverte en Norvège en 1862. Il a été adopté dans la Colonie du Cap en 1873, la colonie de Natal l'adopte en 1876 ; l'Empire britannique l'impose dans ses colonies.

## Utilisation actuelle
Elle est utilisée actuellement sur environ 112 000 kilomètres, notamment dans toute l'Afrique australe, ainsi qu'en Sierra Leone, au Soudan, au Nigeria, en Angola, en République démocratique du Congo, au Malawi, au Mozambique, en Équateur, au Costa-Rica, au Honduras, pour les Cable Cars de San Francisco, en Indonésie, au Japon, à Taïwan, aux Philippines, en Australie, en Nouvelle-Zélande et sur l'île de Sakhaline (réseau construit par le Japon).